# فهرست نویسندگان سده هفدهم میلادی فرانسه
- مارن لو روا دو گومبرویل (۱۶۷۴ - ۱۶۰۰)
- ژرژ دو سکودری (۱۶۶۷ - ۱۶۰۱)
- تریستان لرمیت (۱۶۵۵ - ۱۶۰۱)
- گوئی پاتن (۱۶۷۲ - ۱۶۰۱)
- شارل سورل (۱۶۷۴ - ۱۶۰۲)
- پییر لو موان (۱۶۷۱ - ۱۶۰۲)
- شارل کوتن (۱۶۸۲ - ۱۶۰۴)
- ژان مره (۱۶۸۶ - ۱۶۰۴)
- پییر دو ریه (۱۶۵۸ - ۱۶۰۵)
- شارل کواپو داسوسی (۱۶۷۵ - ۱۶۰۵)
- پییر کورنی (۱۶۸۴ - ۱۶۰۶)
- آنتوان گومبو (۱۶۸۵ - ۱۶۰۷)
- مادلن دو سکودری (۱۷۰۱ - ۱۶۰۷)
- ژان روترو (۱۶۵۰ - ۱۶۰۹)
- پل اسکارون (۱۶۶۰ - ۱۶۱۰)
- فرانسوا اود دو مزوره (۱۶۸۳ - ۱۶۱۰)
- آنتوان آرنو (۱۶۹۴ - ۱۶۱۲)
- ریشمون بانشورو (? - ۱۶۱۲)
- ایزاک دو بنسوراد (۱۶۹۱ - ۱۶۱۲)
- پول دو گوندی (۱۶۷۹ - ۱۶۱۳)
- فرانسوا لارشفوکو (۱۶۸۰ - ۱۶۱۳)
- شارل دو سنت اورمون (۱۷۰۳ - ۱۶۱۴)
- ژان فرانسوا ساراسن (۱۶۵۴ - ۱۶۱۴)
- گوتیه دو کوست دو لا کلپروند (۱۶۶۳ - ۱۶۱۴)
- ژرژ دو بره‌بو (۱۶۶۱ - ۱۶۱۷)
- ژاک شوسون (۱۶۶۱ - ۱۶۱۸)
- روژه دو بوسی ربوتن (۱۶۹۳ - ۱۶۱۸)
- سوینین دو سیرانو دو برژراک (۱۶۵۵ - ۱۶۱۹)
- آنتوان فوروتیر (۱۶۸۸ - ۱۶۱۹)
- ژان دو له فونتن (۱۶۹۵ - ۱۶۲۱)
- مولیر (۱۶۷۳ - ۱۶۲۲)
- بلز پاسکال (۱۶۶۲ - ۱۶۲۳)
- ژان رنیول دو سگره (۱۷۰۱ - ۱۶۲۴)
- توماس کورنی (۱۷۰۹ - ۱۶۲۵)
- ماری دو ربوتن شانتال، مارکیز سوینیه (۱۶۹۶ - ۱۶۲۶)
- لوران درولینکور (۱۶۸۰ - ۱۶۲۶)
- ژاک بنینی بوسوئه (۱۷۰۴ - ۱۶۲۷)
- گابریل دو گیلوراگ (۱۶۸۵ - ۱۶۲۸)
- شارل پرو (۱۷۰۳ - ۱۶۲۸)
- لوئی بوردالو (۱۷۰۴ - ۱۶۳۲)
- اسپری فلشیه (۱۷۱۰ - ۱۶۳۲)
- ماری کاترین دو ویلدیو (۱۶۸۳ - ۱۶۳۲)
- ماری مادلن، کنتس لا فایت (۱۶۹۳ - ۱۶۳۴)
- فیلیپ کینول (۱۶۸۸ - ۱۶۳۵)
- آدرین توما پردو دو سوبلینه (۱۶۹۶ - ۱۶۳۶)
- نیکولا بوالو (۱۷۱۱ - ۱۶۳۶)
- کلود لو پتی (۱۶۶۲ - ۱۶۳۸)
- نیکولا مالبرانش (۱۷۱۵ - ۱۶۳۸)
- ژان دونو دو ویزه (۱۷۱۰ - ۱۶۳۸)
- فیلیپ دو کورسیون (۱۷۲۰ - ۱۶۳۸)
- سزار ویشار دو سن رئال (۱۶۹۲ - ۱۶۳۹)
- ژان راسین (۱۶۹۹ - ۱۶۳۹)
- کلود دو فلوری (۱۷۲۳ - ۱۶۴۰)
- لوئی مورری (۱۶۸۰ - ۱۶۴۳)
- ژان دو لا برویر (۱۶۹۶ - ۱۶۴۵)
- پییر لو پزان (۱۷۱۴ - ۱۶۴۶)
- آنتوان گالان (۱۷۱۵ - ۱۶۴۶)
- پییر بل (۱۷۰۶ - ۱۶۴۷)
- شارل دوفرسنی (۱۷۲۴ - ۱۶۴۸)
- فرانسوا دو سلینیاک دو لا موت فنولون (۱۷۱۵ - ۱۶۵۱)
- ژان فرانسوا رنیار (۱۷۰۹ - ۱۶۵۵)
- برنار لو بوویه دو فونته‌نل (۱۷۵۷ - ۱۶۵۷)
- هنری بولنویلیه (۱۷۱۲ - ۱۶۵۸)
- َشارل رولن (۱۷۴۱ - ۱۶۶۱)
- آلن رنه لوزاژ (۱۷۴۷ - ۱۶۶۸)
- ژان بتیست روسو (۱۷۴۱ - ۱۶۷۰)
- ژان بتیست دو بو (۱۷۴۲ - ۱۶۷۰)
- پروسپه ژولیو دو کره‌بیون (۱۷۶۲ - ۱۶۷۴)
- لوئی دو رووروی، دوک سن‌سیمون (۱۷۵۵ - ۱۶۷۵)
- فیلیپ نریکول دستوش (۱۷۵۴ - ۱۶۸۰)
- پیر کارله دو شامبلن دو ماریوو (۱۷۶۳ - ۱۶۸۸)
- الکسی پیرون (۱۷۷۳ - ۱۶۸۹)
- شارل دو مونتسکیو (۱۷۵۵ - ۱۶۸۹)
- لوئی پتی دو بشومون (۱۷۷۱ - ۱۶۹۰)
- ولتر (۱۷۷۸ - ۱۶۹۴)
- رنه لوئی دو ووایه دو پولمی دارژنسون (۱۷۵۷ - ۱۶۹۴)
- آنتوان فرانسوا پره‌وو (۱۷۶۳ - ۱۶۹۷)
- ماری دو ویشی شرمون (۱۷۸۰ - ۱۶۹۷)
- ماری آن باربیه (۱۷۴۲ - ?)